# Numero legale
Con l'espressione numero legale si intende la quota minima inderogabile di persone aventi causa e presenti ad un'assemblea. La mancanza del numero legale invalida l'assemblea e le sue decisioni.
L'assemblea, nella maggior parte delle ipotesi, ha il fine di sottoporre ai suoi appartenenti la decisione di una determinata questione che interessa tutti i consociati. Sia infatti essa condominiale, societaria, associativa o anche semplice espressione di spontaneismo comunitario, in essa si intende sempre discutere di una certa questione e raggiungere una decisione che obblighi tutti i consociati ad un determinato comportamento. Tale circostanza di fatto è riassunta nel cosiddetto principio maggioritario in forza del quale la maggioranza è in grado legittimamente di guidare con forza vincolante il comportamento della minoranza dissenziente che deve adeguarsi alle decisioni assunte, salvo il diritto di recedere dal gruppo costituito, pur di non sottostare alle decisioni che esso ha legittimamente assunto. 
Il «principio maggioritario» comporta che la maggioranza dei componenti dell'assemblea è in grado di adottare legittimamente decisioni che obbligano tutti i consociati dissenzienti ed assenti al momento della decisione, salve le ipotesi di illegittimità ed illegalità delle decisioni assunte. Spesso però, per evitare che una sparuta minoranza, rispetto al totale dei consociati che avrebbero diritto a far parte dell'assemblea e ad esprimere il loro voto in essa, possa adottare decisioni che vincolino la maggioranza dei soci, il regolamento dell'assemblea prevede il numero legale, ossia una quota minima inderogabile di componenti presenti per la validità dell'assemblea. Ad esempio, lo statuto di una associazione potrebbe prevedere che l'assemblea sociale possa validamente decidere se è presente la metà dei soci iscritti all'associazione. Un numero inferiore di presenti (mancanza del numero legale) rende incapace l'assemblea di assumere validamente qualsiasi decisione anche se, per esempio, tutti i presenti siano favorevoli ad una certa deliberazione.